# Rómeó és Júlia (színmű)
A Rómeó és Júlia William Shakespeare angol drámaíró egyik legismertebb tragédiája. Két ellenséges veronai család gyermekei között szövődött végzetes szerelem történetéről szól. A drámaíró életében a legnépszerűbb színdarabjai egyike volt, a Hamlettel együtt azóta is a legtöbbet játszott Shakespeare-mű. Eredete, mint a legtöbb korabeli történeté Itáliából származik, közvetlenül Matteo Bandello művéből került Angliába.
A tragédia Arthur Brooke 1562-ben írt versének, a The Tragical History of Romeus and Julietnek és William Painter Palace of Pleasure című prózájának színpadi átirata. Ezek egyazon olasz mesén alapulnak, és bár Shakespeare mindkettőből kölcsönzött részleteket, a történet bővítése érdekében új szereplőket is létrehozott, például Mercutiót és Párist. A színmű feltehetően 1591 és 1595 között íródott, először 1597-ben jelent meg.
Shakespeare a feszültség növelése érdekében gyakran váltogatja a komédia és a tragédia elemeit, mellékszereplőit ugyanolyan érzékenységgel ábrázolja, mint a főszereplőket, a cselekmény így még több szálon fut. Minden karakter sajátos verselést kapott, ami a jellemfejlődéssel együtt változik, Rómeó szavai például a történet során egyre inkább szonettformában öltenek testet.
A Rómeó és Júliát számtalanszor feldolgozták. William Davenant és a 18. században David Garrick többször is változtatott rajta, elhagytak bizonyos jeleneteket a műből, Georg Anton Benda pedig boldog végkifejlettel zárja le az operaadaptációt. A 19. században már törekedtek az eredeti szöveg visszaadására, a 20. század elején korhű kosztümök is megjelentek a színpadon. A színdarabból több film is készült, mint például az MGM Stúdió 1936-os filmje, Franco Zeffirelli 1968-as adaptációja, vagy az 1996-ban készült Rómeó + Júlia című alkotás, amely modern környezetbe helyezi a történetet. A Rómeó és Júlia alapján a musical műfajában is születtek darabok, az egyik legismertebb a West Side Story.

## Történet
A történet Verona olasz városban játszódik, ahol a két módos család élt, a Montague-k és a Capuletek, akik, bár már maguk sem tudják miért, de régi ellenségek voltak.
Júlia tizennegyedik születésnapján  bált rendeznek a Capulet-házban, amire meghívott barátaival titokban elmegy az ifjú Montague Rómeó is. Az estélyen találkozik Júliával, Capulet úr lányával, és azonnal beleszeret. Rómeó a bál után – a Capulet-ház kertjébe lopózva – hallja meg Júlia szavait, aki arról kesereg, hogy a még el sem kezdődött kapcsolatukban milyen gondot jelent a két család viszálya („Ó, Rómeó, miért vagy te Rómeó?/Tagadd meg atyád és dobd el neved!/S ha nem teszed: csak esküdj kedvesemmé –/S majd én nem leszek Capulet többé!”). Ezt követő forró hevületű párbeszédük során vallják meg kölcsönösen szerelmüket. Abban maradnak, hogy reggel Júlia elküld valakit Rómeóhoz, aki megüzenheti, hol és hogyan lesz az esküvő.
Rómeó azonnal elmegy Lőrinc baráthoz, és megkéri, hogy adja össze őket. Lőrinc szívesen vállalja a feladatot, mert bízik a két család kibékülésében a frigy által („Van egy okom, hogy megsegítselek./E nász, ha meglesz, tán szerencse lesz;/A két családnak békülést szerez.”). Júlia dajkája keresi fel eztán Rómeót, aki vele üzeni meg a lánynak, hogy gyónás ürügyén menjen Lőrinchez, aki majd összeadja őket. Azt is megbeszéli a dajkával, hogy éjszakára hogyan tud bejutni a lányhoz. Lőrinc barát összeadja a szerelmeseket, majd Júlia hazatér.
Rómeó is hazafelé tart, és közben találkozik Capulet Tybalttal, Júlia unokatestvérével, aki beleköt, sértegeti, de Rómeó ki akar térni a provokáció elől, nem akar a rokonává lett ifjúval megküzdeni. Mercutio, Rómeó barátja azt hiszi, hogy a fiú gyáva, így maga száll szembe a dühöngő Tybalttal. Mercutio halálos sebet kap, Rómeó pedig felbőszülten ront neki Tybaltnak és végez vele. A helyszínre érkező herceg száműzi Rómeót Mantovába, kijelentve, hogy ha visszatér a városba, bárki szabadon végezhet vele.
Júlia hírt kap szeretett rokona, Tybalt haláláról, és arról is, hogy éppen – immár – férje, Rómeó végzett vele. Többszörös kín és fájdalom gyötri, de szerelme nem múlik Rómeó iránt („Gyalázzam azt, ki férjem és uram?/Szegény uram! Ki áldjon tégedet,/Ha háromórás asszonyod megátkoz?”). Rómeó és Júlia együtt töltik az éjszakát a lány szobájában, de a fiúnak menekülnie kell a száműzetés miatt. A szobába lépő Capuletné közli lányával az „örömhírt”: Páris grófnak ígérték, az ő felesége lesz. Júlia kétségbe van esve, ellenkezne, de az igazat nem mondhatja meg, apja éktelen haragra gerjedve kötelezi az esküvőre („Ha itt maradsz, övé leszel! Ha nem:/Éhen gebedhetsz, megfagyhatsz az utcán,/Mert esküszöm, nem vagy többé a lányom...”). Júlia elmegy Lőrinchez, aki pontosan ismeri a körülményeket, mert előtte már Páris is felkereste a frigy gyors lebonyolítása ügyében. A barátnak ezért már kész terve van: átad neki egy mérget tartalmazó üvegcsét, amitől Júlia csak tetszhalott lesz negyvenkét órára, ezt követően Lőrinc rendtársa révén értesíteni ígéri Rómeót, aki a magához térő Júliát majd Mantovába szökteti.
Este Júlia megissza a mérget, és reggelre valóban holtnak látszik. A dajka rémülten fut a családért, értesítve őket Júlia haláláról. A lányt nagy részvéttel a családi kriptába viszik. Lőrinc János barátra bízza a Rómeónak szóló üzenetet, de az szamárháton nem jut el időben Mantovába. Boldizsár, Rómeó szolgája megelőzi Júlia halálhírével. Az elkeseredett Rómeó erős mérget vásárol, majd azonnal Veronába siet. A kripta előtt ott találja a lányt gyászoló Párist, akivel rövid párbajban végez. Elbúcsúzik halottnak hitt szerelmétől, majd mérget iszik, hisz Júlia nélkül nem akar élni. Nem sokkal később a lány felébred, és látja, hogy Rómeó holtan fekszik a padlón. Megtalálja a méreg fioláját, próbál inni belőle, de az már kiürült. Hallja az őrök közeledését, s szerelme tőrével zokogva szíven szúrja magát. A két családot a fiatalok halála ráébreszti a viszály tragikus voltára és annak következményeire, ezért kibékülnek.

## Szereplők
Capulet család
- Capulet, a Capulet család feje
- Capuletné, a felesége
- Júlia, a család leánya
- Tybalt, Capuletné unokaöccse
- Júlia dajkája, bizalmasa
- Öreg Capulet, Capulet rokona
- Sámson, a Capulet-ház szolgája
- Gergely, a Capulet-ház szolgája
- Péter, a dajka inasa

Montague család
- Montague, a Montague család feje
- Rómeó, a Montague család ifjú tagja, a tragédia címszereplője
- Montague-né, Montague felesége
- Benvolio, Montague unokaöccse, Rómeó barátja
- Ábrahám, a Montague-ház szolgája
- Boldizsár, Rómeó szolgája

Az uralkodóház
- Escalus, Verona hercege
- Páris, nemesúr, a herceg rokona, Júlia kérője
- Mercutio, Rómeó barátja, a herceg unokaöccse

Mások
- Lőrinc barát, idős ferences szerzetes
- János barát, ferences szerzetes
- Patikárius, mantovai gyógyszerész
- Apród, Páris hírnöke

## A történet eredete

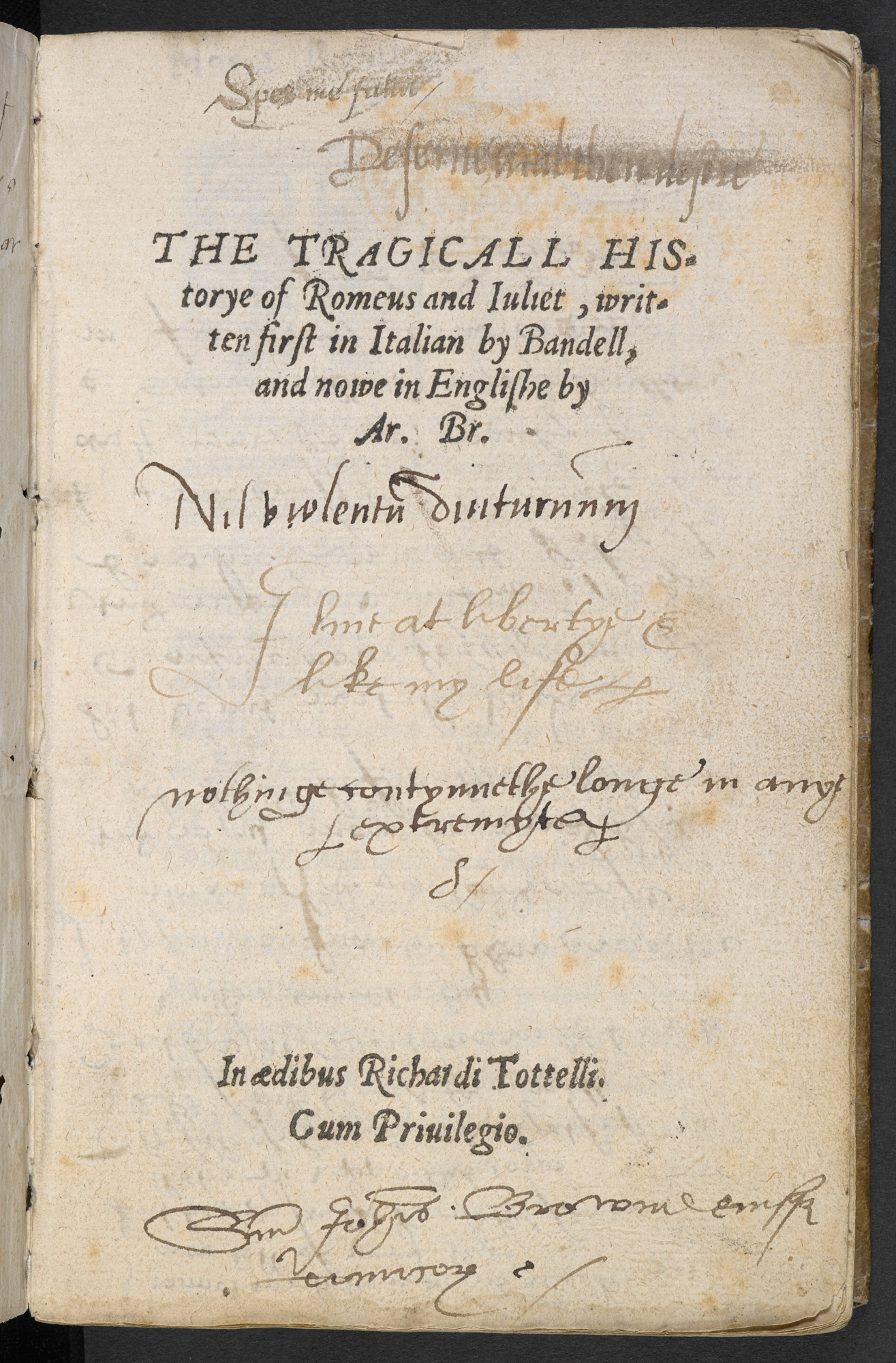
Romeus and Juliet; Arthur Brooke versének borítója

Már az ókorban is léteztek tragikus szerelmi történetek, amelyekből a Rómeó és Júlia is merített. Az egyik ilyen Püramusz és Thiszbé története, amit Ovidius jegyzett le Metamorphoses című művében. A történettel sok hasonlóságot mutat Shakespeare műve: a szülők gyűlölködnek, Piramusz halottnak hiszi kedvesét. Epheszoszi Xenophón pedig Anthia és Habrokomész történetét meséli el, ahol a szerelmeseknek el kell szakadniuk egymástól, és beszél egy olyan szerről is, amely halottnak tetteti azt, aki megissza.
A Rómeó és Júlia első ismert verzióját Masuccio Salernitano írta. 1476-ban megjelent 'Il Novellino című művében szereplő történetének főhőse Mariotto és Gianozza, akik Sienában élnek. Titokban esketi össze őket egy pap, majd egy összetűzés során meghal a város egyik nemes polgára, és Mariottót száműzik, Gianozzát pedig házasságba akarják kényszeríteni. Ugyancsak szerepel benne az eltévedt üzenet és a méreg, de másképp végződik: Mariottót elfogják és lefejezik, Gianozza pedig belehal bánatába.
1530-ban Luigi da Porto Giulietta e Romeo címmel jelentette meg a történetet Historia novellamente ritrovata di due Nobili Amanti című művében. Merítkezett Püramusz és Thiszbé történetéből, valamint Boccaccio Dekameronjából. A ma ismert történet több eleme is tőle származik, így például a szerelmesek, a Montecchi és Capulet család neve és a veronai helyszín. Mercutio, Tybalt és Páris alakjait is megformálta, más névvel. Da Porto igazként tünteti fel a történetet, mely II. Bartolomei della Scala veronai úr idején esett meg (száz évvel korábban, mint ahová Salernitano helyezte). A Montecchi és a Capulet család valóban létezett a 13. században, Dante Isteni színjátékában említi meg őket. Da Porto verziójában Romeo mérget iszik, Giulietta pedig leszúrja magát a fiú tőrével.
1554-ben Matteo Bandello kiadta Novelle című művének második kötetét, amelyben a Giulietta e Romeo történetét is feldolgozta. Bandello kiemeli Romeo kezdeti levertségét és a két család viszályát, azonkívül a dajka új szereplőként jelenik meg. Pierre Boaistuau 1559-ben franciára fordította a történetet Histories Tragiques című művének első kötetében. A szerző itt érzelmesebben ábrázol, elmerül a morális tanulságokban, a szereplők gyakran szónokolnak.
1562-ben Arthur Brooke angolra fordította Boaistuau verzióját, melyet The Tragical History of Romeus and Juliet címen adtak ki. Brooke némileg módosított a történeten, hogy tükrözze Geoffrey Chaucer Troilus és Cressida című művének egyes részeit. Shakespeare Brooke verse alapján írta meg a tragédiát, de színesebben, bővebben adja át azt, nagy figyelmet fordítva a szereplőkre.
Shakespeare idejében nagy népszerűségnek örvendtek az olasz novellék, így valószínűleg maga az író is olvasta például William Painter 1567-ben kiadott olasz történetgyűjteményét, a Palace of Pleasure-t, amelyben szerepelt Rómeó és Júlia története The goodly History of the true and constant love of Rhomeo and Julietta címmel. Shakespeare is hódolt a népszerű olasz történeteknek, erről tanúskodik a A velencei kalmár, a Sok hűhó semmiért, a Minden jó, ha vége jó, a Szeget szeggel és természetesen a Rómeó és Júlia is.
Ekkortájt keletkezett Christopher Marlowe Hero and Leander című verse és Dido, Queen of Carthage című drámája is, de ezek valószínűleg nem játszottak közvetlen szerepet a Rómeo és Júlia létrejöttében, bár hozzájárultak ahhoz, hogy a közönség fölöttébb kedvelte a tragikus szerelmi történeteket.

## Keletkezésének ideje és a szöveg

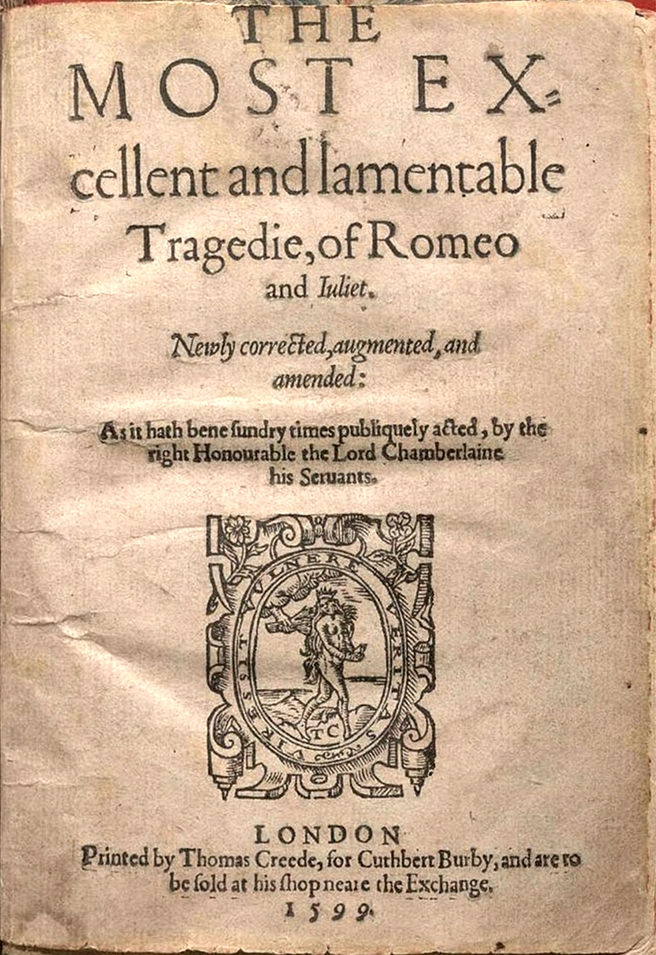
A Romeo and Juliet 1599-es második kvartó-kiadása

Pontosan nem lehet tudni, mikor írta Shakespeare a Rómeó és Júliát. Júlia dajkája a műben megemlíti, hogy 11 évvel korábban földrengés volt. 1580-ban Angliában valóban volt földrengés, így a mű keletkezésének időpontja 1591-re tehető, bár meg kell említeni, hogy mind Angliában, mind Veronában voltak további földrengések azokban az időkben, így egyes szakértők más dátumokat is lehetségesnek tartanak. A mű azonban stílusát tekintve hasonlóságokat mutat a Szentivánéji álommal és más olyan művekkel, melyek 1594–95-ben keletkeztek, így feltételezhető, hogy a Rómeó és Júlia 1591 és 1595 között íródott. Egyes felvetések szerint elképzelhető, hogy 1591-ben írta meg az első változatot, amit 1595-ben fejezett be.
A Rómeó és Júlia az 1623-as első fólió kiadás előtt két negyedrétű kiadásban (kvartó) jelent meg, amit Q1-nek és Q2-nek hívnak. Az első nyomtatott változatot (Q1) 1597-ben John Danter nyomtatta. Mivel ennek szövegétől jelentősen a későbbi változatoké, ezt az első kiadást „rossz kvartó”-ként emlegetik, amely T. J. B. Spencer szerkesztő szerint „megvetendő szöveg, valószínűleg a darab alapján állította össze egy-két rosszul emlékező színész”. Mások szerint a torzulás annak az eredménye, hogy a színtársulat változtatott a szövegen, ahogy az bevett gyakorlat volt Shakespeare korában. Mindenesetre az 1597-es első megjelenésből arra lehet következtetni, hogy a mű nem íródhatott később mint 1596.
A második kvartó-kiadást, mely 1599-ben jelent meg The Most Excellent and Lamentable Tragedie of Romeo and Juliet címmel, Thomas Crede nyomtatta és Cuthbert Burby adta ki. A Q1-es kiadáshoz képest 800 sorral hosszabb. Tudományos körökben úgy vélik, a Q2 Shakespeare előadáshoz készített piszkozata alapján készülhetett, mert számos olyan megjegyzést tartalmaz, amelyet valószínűleg Shakespeare áthúzott, a betűszedő azonban véletlenül benne hagyott a műben. Sokkal teljesebb és megbízhatóbb változat, mint a Q1, háromszor nyomták újra (1609-ben, 1622-ben és 1637-ben). Az összes további kvartó- és fólió-kiadást, beleértve a modern köteteket is, a Q2 alapján szerkesztették, mert úgy vélik, hogy a későbbi kiadásokban tapasztalható eltérések a szerkesztőknek tulajdoníthatóak, és nem Shakespeare-nek.
Az 1623-as első fólió (F1) szövege nagyrészt a Q3-ra alapozott, amit valószínűleg a Q1 vagy egy színházi súgókönyv alapján javítottak. További fóliók is megjelentek, 1632-ben (F2), 1664-ben (F3) és 1685-ben (F4). Az első modern kiadás – amely több kvartó és fólió figyelembevételével készült – 1709-ben jelent meg és Nicholas Rowe szerkesztette, ezt követte Alexander Pope 1723-as kiadása. Pope-tól származik a hagyomány, miszerint a Q1 alapján színpadi instrukciókkal egészítették ki a kötetet, melyek hiányoztak a Q2-ből; egészen a romantika koráig így jelentek meg a különböző kiadások. Teljes jegyzettel ellátott kiadások először a viktoriánus korban láttak napvilágot, és a mai modern kötetek is így jelennek meg: magyarázatokkal kiegészített lábjegyzettel.

## Motívumok
A Rómeó és Júlia esetében meglehetősen nehéz egyetlen témakörrel jellemezni a művet, bár történtek ilyen irányú próbálkozások: a szereplők felfedezik, hogy az emberek nem teljesen jók, de nem is teljesen gonoszak, hanem körülbelül egyformák az arányok; az álomból a valóságba való felébredés, a meggondolatlan cselekedetek veszélyei, a sors tragikus ereje stb. Mindazonáltal, még ha nem is lehet csupán egyetlen témakörbe sorolni a művet, létezik több motívum, amik köré csoportosítható. A motívumok, amelyeket leginkább ki szoktak emelni, a szerelem, a sors és a véletlen, a fény és a sötétség, valamint az idő.

### Szerelem
A Rómeó és Júlia talán legdominánsabb témája a szerelem. Rómeó és Júlia a fiatal, kudarcra ítélt szerelmesek jelképévé váltak. Több irodalomtudós is kutatja a darab románca mögött húzódó történelmi és nyelvi kontextust.
Első találkozásuk alkalmával Rómeó és Júlia metaforákat használ, ahogy azt Shakespeare korában az etikett is előírta. A metaforák segítségével (a szentek és a bűn) Rómeó tapintatosan fürkészheti ki Júlia érzelmeit. Ezt a módszert Baldassare Castiglione ajánlotta, akinek műveit angolra is lefordították. Castiglione úgy vélte, ha a férfi metaforákkal fejezi ki érzelmeit, a nő úgy tehet, mintha nem értette volna őket, így a férfi megaláztatás nélkül, emelt fővel vonulhat vissza, ha kosarat kap. Júlia azonban nemcsak bekapcsolódik Rómeó metaforájába, de tovább is viszi azt. A „szentély”, „zarándok” és „szentséges” szavak a shakespeare-i Anglia költészetének kedvelt eszközei voltak, és inkább volt romantikus, mintsem vallási jelentésük, hiszen a szentség fogalmát inkább a művet megelőző korokban asszociálták leginkább katolicizmussal. Mindazonáltal Shakespeare kihagyta a Brooke versében szereplő, Jézus feltámadására utaló sorokat.
Később, az erkélyjelenet során Rómeó kihallgatja Júlia monológját, Brooke versében azonban Júlia egyedül van ebben a jelenetben. Azzal, hogy Shakespeare fültanúvá teszi Rómeót, elszakad a kor hagyományos udvarlási szokásaitól. Általában a nőknek szerényen, visszahúzódóan kellett viselkedniük, hogy biztosak lehessenek udvarlójuk szándékainak tisztaságában. Shakespeare-nek szakítania kellett a hosszadalmas udvarlás tradíciójával, hogy felgyorsíthassa a történet menetét. Így Rómeó és Júlia kapcsolata szinte abszurd módon, egynapi ismeretség után rögtön a házassághoz ugrik.
Az öngyilkosság jelenete önmagában ellentmondást hordoz: a katolikus vallás szerint, aki öngyilkos lesz, az a pokolra jut – a korban divatos, ún. „udvari szerelem” koncepciója szerint viszont azok, akik a halálban egyesülnek szerelmükkel, a Paradicsomban is együtt maradnak. Rómeó és Júlia szerelme valószínűleg az utóbbit hivatott képviselni. Mindazonáltal, bár szerelmük szenvedélyes, ugyanakkor házasságkötéssel érvényesített, így tehát a közönség szimpátiáját is elnyerik.
Az irodalmárok vitatkoznak a szerelem, szex és a halál kapcsolatáról a műben. Rómeó és Júlia, de más szereplők is, gyakran azonosítják a Halált mint sötét lényt, egy szeretővel. Capulet, amikor felfedezi Júlia tetszhalott testét, így szól Párishoz : „Aráddal a Halál hált: – itt hever, nézd, / Egykor virág volt, a Halál letörte.” (IV. felv. V.) Júlia is hasonlóan szólal meg a mű végén: „Jöjj, drága tőr! .../ Ez hüvelyed. Itt rozsdásodj te: ölj meg!”

### A sors és a véletlen
Az irodalomtörténészek véleménye megoszlik a sors szerepéről, nem tudtak megegyezni abban, hogy a szereplőknek valóban sorsuk-e a halál, vagy csak az események szerencsétlen alakulása, vagyis a véletlenek miatt végződik a történet úgy, ahogy. A sors szerepe mellett korteskedők gyakran arra hivatkoznak, hogy Shakespeare már a dráma elején „rossz csillagok világán fakadott” szerelmesekről beszél. Ez a sor utalhat arra, hogy a csillagokban meg volt írva a szerelmesek szomorú jövője. John W. Daper szerint a véletlenek kizárhatóak, mégpedig az akkor népszerű, hippokratészi-galénoszi testnedv-elmélet alapján: úgy vélték, hogy minden ember négy típusba sorolható; Shakespeare művének fő alakjai pedig megfelelnek valamelyik típusnak, Tybalt például kolerikus. Mások szerint a színmű cselekménye szerencsétlen véletlenek sorozata, olyannyira, hogy egyesek nem is tragédiaként, hanem melodrámaként tekintenek rá. Ruth Nevo véleménye szerint a történésekben nem feltétlenül a szereplők személyisége játszik közre; Rómeó például nem pillanatnyi fellángolásból hívja ki Tybaltot – Mercutio halálát követően ez a tőle elvárt viselkedés. Nevo szerint Rómeó tisztában van a kötelezettségeivel, a társadalmi elvárásokkal; nem egy tragikus jellemhibának vagy véletlennek okán dönt úgy, hogy megöli Tybaltot, hanem a körülmények miatt.

### Fény és sötétség

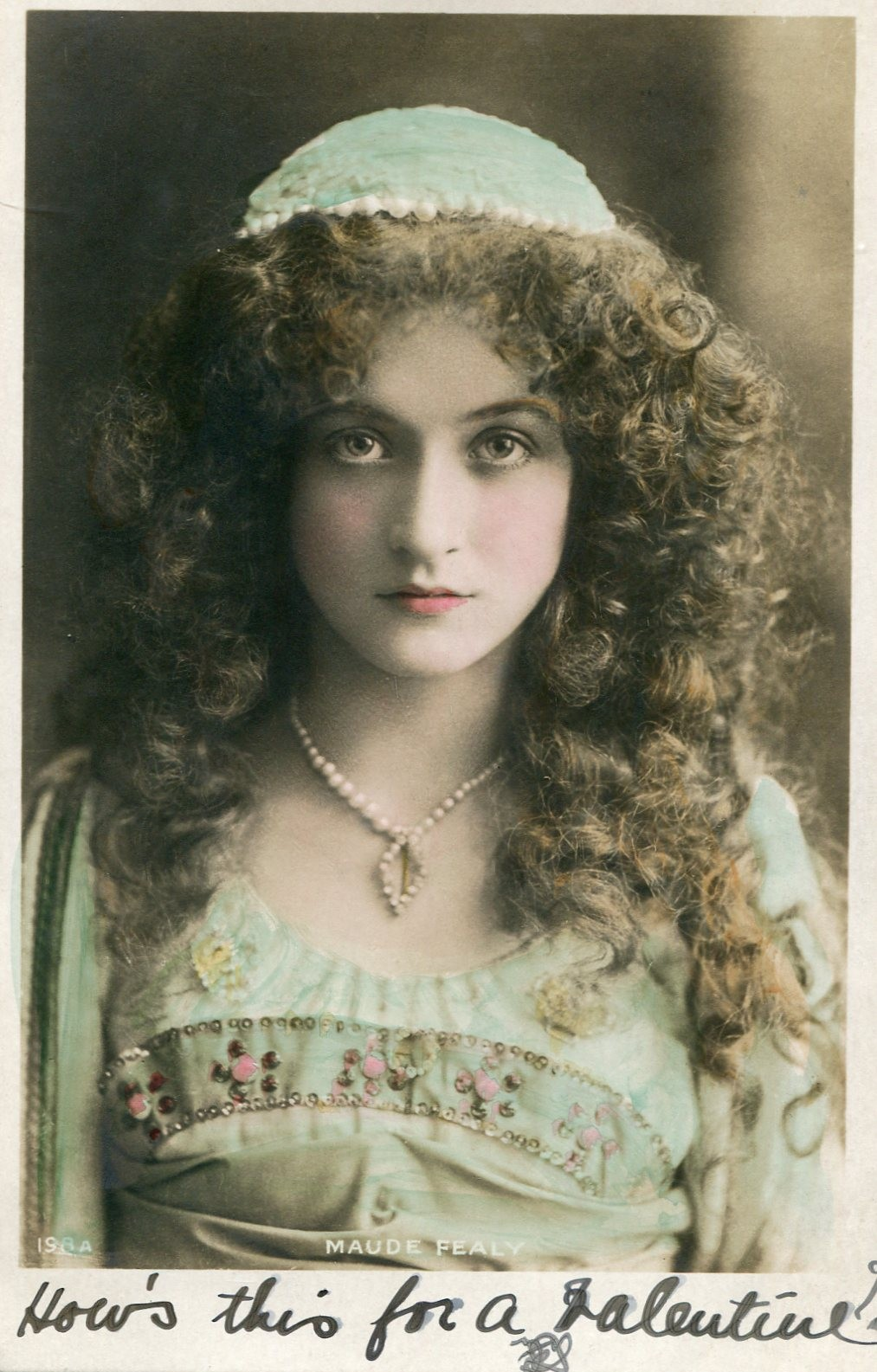
Maude Fealy mint Júlia

Shakespeare a teljes művön végigvonultatja a fény és a sötétség kontrasztját. Caroline Spurgeon szerint a fény az „ifjonti szerelem természetes szépségének szimbóluma”, amit más kritikusok is vizsgáltak. Rómeó és Júlia számára a másik fény a körülöttük lévő sötétségben, Rómeó a naphoz hasonlítja Júliát (II. felv, 2.), izzó fáklyához (I. felv, 5.), a sötét éjben csillogó ékszerhez (I. felv, 5.), fényes angyalhoz (II. felv, 2.). Halottnak hitt kedvesét is a fényhez hasonlítja: „Mert Júlia van itt, szépsége fénylik, / S a kripta tőle tündér bálterem lesz” (V. felv, 3.) Júlia számára Rómeó „Nap az Éjben”, aki fehér, „mint hollón a hó” (II. felv, 2.).
A fény és sötétség szembenállását a jó és a rossz ellentétpárral is jellemzi Shakespeare. Ez különösen Lőrinc barát monológjában mutatkozik meg.

Nevet az éjre a kékszemű reggel,
Bevonva a felhőt fénypikkelyekkel,
Mint részegek, dülöngenek az árnyak,
Mert tűzkerékkel jő már a titáni Nap.
Amíg nem nyitja ki tüzes szemét
S bő harmatokba csordogál a rét,
Teleszedem e szilfaág-kosarkám
Mérges gyommal, virággal tömve tarkán,
A Föld mindennek anyja s síriboltja.
Ha életet szül, később ki is oltja.
S kik méhéből fakadtak, végtelen-sok
Magzatja az emlőjén egy tejet szop. -
Mindegyikének más-más célja van,
Különböző mind, egy se céltalan.
Ó, mennyi áldott és ható varázs van
A fűben, a kövekben, a virágban.
Mert nincs a Földnek oly silány szülöttje,
Amely ne hozna áldást is a Földre.
És nincs olyan jó, mert ne lenne céda,
Ha félreferdül, balra tör a célja.
Még az erény is bűn lesz, rossz erőtül,
S egy tettől a bűn is széppé dicsőül.
Lám itt e kis virágnak zsenge, síma
Kérgében méreg van és medicína.
Szagold s az illatja bűvölve száll,
Ízleld s az életed, szíved megáll.
Két ellenséges király hadakoz
Emberben, fűben - a Jó és a Rossz.
S ha a gonosz győz, a szívén találva
Halálra hervad ember és palánta.
(Kosztolányi Dezső fordítása)

A fény és a sötétség szembenállását a szerelem és a gyűlölet, a fiatalság és az öregkor metaforikus kontrasztjára is ki lehet terjeszteni.  Ezek az összefonódó metaforák néhol ironikusak is, például Rómeó és Júlia szerelme a fény a körülöttük lévő gyűlölet sötétségében, de minden cselekedetüket az éj sötétje leplezi, miközben a gyűlölködés napvilágnál történik. Ez a paradox kép növeli a két szerelmes erkölcsi dilemmáját: a családhoz, vagy a szerelemhez maradjanak-e hűségesek. A történet végén a fény és a sötétség visszakerül rendeltetésszerű helyére, a borús reggelen, amikor a nap bánatában eltakarja arcát, a kinti sötétség a két család belső fájdalmát, szeretteik elvesztése miatt érzett keserűségét tükrözi. Az események fényében a szereplők ráébrednek hibáikra, és minden visszakerül természetes helyére. A fény is az idő témaköre szorosan kapcsolódik egymáshoz, Shakespeare a fényt (a napot, a holdat, a csillagokat) használja az idő múlásának kifejezésére.

### Idő

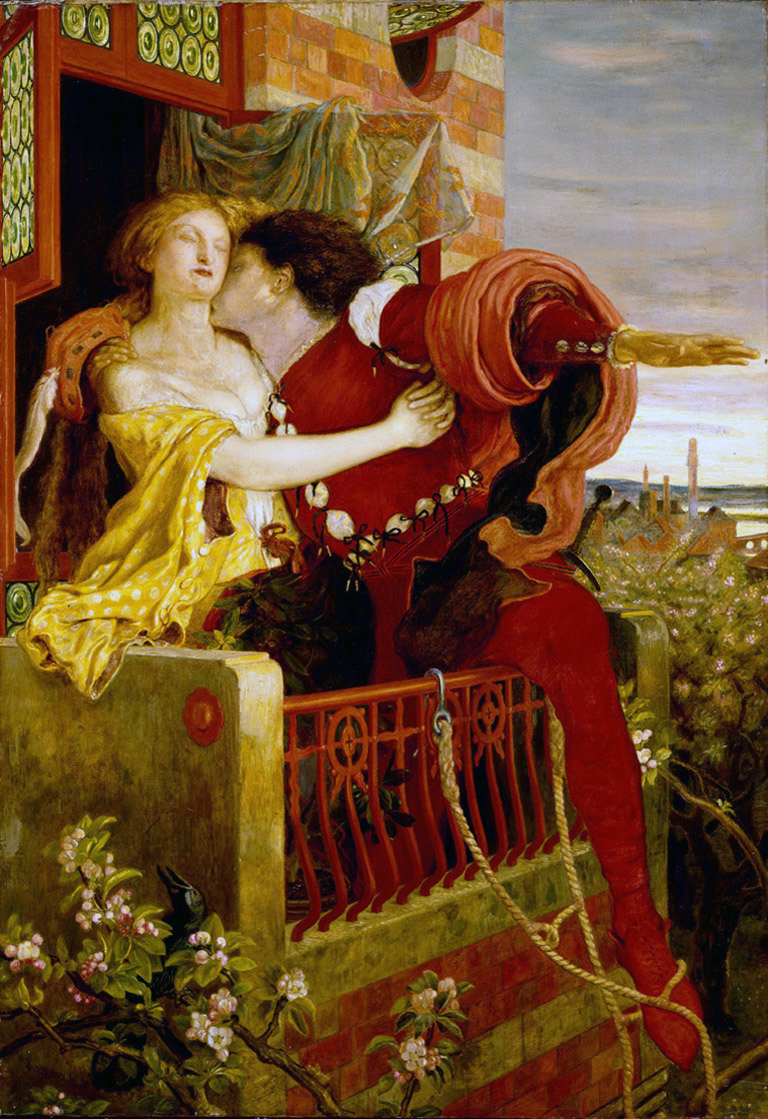
Ford Madox Brown (1821–1893) festménye az erkélyjelenetről

Az idő fontos szerepet játszik a darab szövegében és történetében egyaránt. Mind Rómeó, mind Júlia megpróbálja kirekeszteni az időt, és egy időtlen álomvilágot létrehozni, hogy ne kelljen szembenézniük a kegyetlen valósággal. Júlia például ezt válaszolja a holdra esküdni kívánó Rómeónak: „Ne arra esküdj, a hold változékony, / Havonta másul az körös futásán, / Attól szerelmed éppoly ingatag lesz.” (II. felv, 2.) A mű elején a szerelmeseket rossz csillagzat alatt születettnek nevezi Shakespeare, mely a kor egyik hiedelmével áll összefüggésben. Úgy vélték, a csillagok irányítják a halandók életét, és az idő múlásával a csillagok helyzete is változik, ezáltal folyamatosan más befolyást gyakorolnak az emberek életére. Rómeót a darab elején balsejtelmek gyötrik a csillagok változásával kapcsolatban, mikor pedig megkapja Júlia halálának hírét, kijelenti, hogy „harcol az égbolttal”.
Központi téma a műben a sietség, a történet mindössze négy-hat napot ölel át, míg Brooke versének története kilenc hónapot. Néhány irodalmár, mint például G. Thomas Tanselle, úgy gondolják, az idő különösen fontos volt Shakespeare számára, aki többször utal a „rövid időre” a szerelmesekkel kapcsolatban, szemben az idősebb generációra használt „hosszú idő”-utalásokkal, amivel a végzet felé történő száguldást hangsúlyozza. Rómeó és Júlia az idővel harcol, hogy szerelmük örökké tarthasson. Végül az egyetlen mód, amellyel szerelmüket halhatatlanná tehetik, a halál.
A Rómeó és Júliában az idő szervesen összefonódik a fénnyel. Shakespeare idejében a színdarabokat fényes nappal adták elő, így a szerzőnek szavakkal kellett érzékeltetnie az idő múlását, a nappal és éjszaka váltakozását. Az illúzió fenntartása érdekében Shakespeare többször utal az éjszakára, a nappalra, a csillagokra, a holdra és a napra. A szereplők is gyakran utalnak a hét napjaira, vagy az órára, ennek segítségével a közönség érzékelni tudja az idő múlását. A műben összesen 103 utalás található az időre, hangsúlyozva ezzel annak gyors múlását.

## Kritika és értelmezés

### Kritikai áttekintés

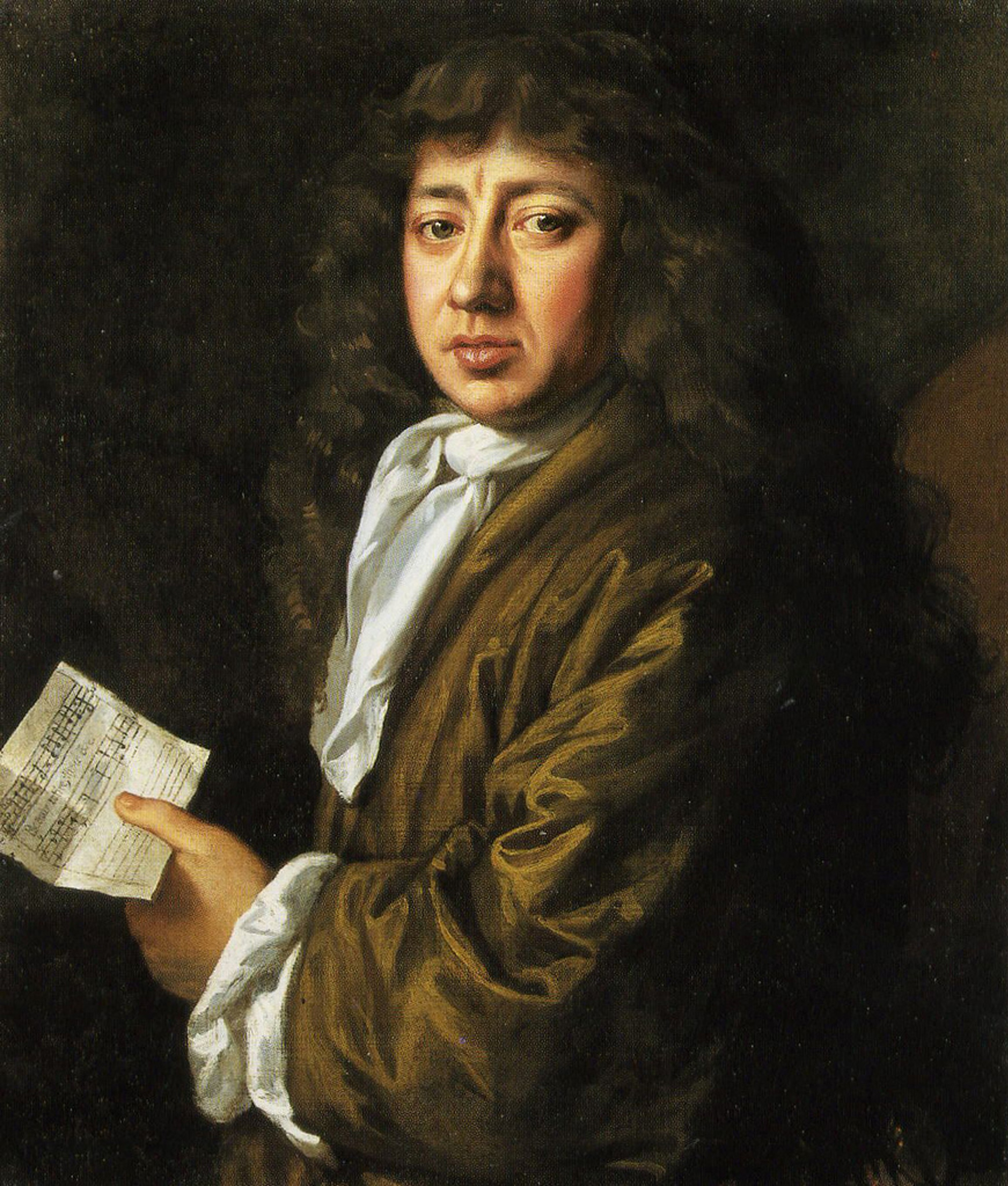
Samuel Pepys, a Rómeó és Júlia legkorábbi ismert kritikusának portréja John Haylstől (1666, olajfestmény)

A kritikusok szerint a Rómeó és Júliának több gyenge pontja is van, ennek ellenére Shakespeare egyik legjobb darabjának tartják. Az első ismert kritikát Samuel Pepys írta, 1662-ben, és a legrosszabb darabnak nevezte, amit életében látott. John Dryden költő tíz  évvel később pozitívan vélekedett a műről, különösen Mercutio alakjáról. A darab a 18. században is megosztotta a kritikusokat, Nicholas Rowe volt az első, aki megpróbált valamilyen tematikát adni a darabnak, és úgy vélte az a két viszálykodó család büntetéséről szól. Charles Gildon és Lord Kames szerint a darab súlyos hiányossága, hogy nem követi a dráma klasszikus szabályait; a tragédiának ugyanis valamilyen jellembeli hiba következtében kell bekövetkeznie, nem a véletlen folytán, vagy a sors szeszélyéből fakadóan. Samuel Johnson író szerint viszont ez Shakespeare egyik legmegnyerőbb darabja.
A 18. század végén és a 19. század során a kritikusok leginkább a mű morális üzenetéről vitatkoztak. David Garrick drámaíró és színész 1748-as adaptációjában nem szerepeltette Rosaline-t, mert az, hogy Rómeó elhagyta őt Júliáért, felelőtlen és vakmerő tettnek számított abban az időben. Charles Dibdin kritikus szerint Rosaline szándékosan szerepel a darabban, hogy rámutasson a főszereplő nemtörődöm viselkedésére, és emiatt kell Rómeónak elbuknia a végén. Mások szerint Shakespeare Lőrinc testvér hangján figyelmeztet a túlzott sietség veszélyeire. A 20. század hajnalán a kritikusok vitatták ezeket a morális jelentéseket. Richard Green Moulton úgy vélte, hogy nem jellemhiba, hanem a véletlen vezetett a szerelmesek halálához.

### Drámai szerkezet
Shakespeare több olyan drámai eszközt is használ a Rómeó és Júliában, amelyek a kritikusok elismerését is elnyerték. Ezek egyike a komédia és a tragédia váltakoztatása, például Rómeó és Mercutio szójátékai Tybalt érkezése előtt. Mercutio halála előtt a darab tulajdonképpen komédiába hajlik, utána azonban hirtelen komoly, tragikus hangvételű lesz. Amikor Rómeót kivégzés helyett száműzik, és Lőrinc barát segít Júliának, hogy újra együtt lehessen párjával, a közönség úgy érezheti, minden jól fog alakulni. Az utolsó felvonásnál még lélegzetvisszafojtva lehet reménykedni, hogy ha Rómeót elég sokáig sikerül feltartóztatni, és Lőrinc barát előtte ér a kriptához, megmenekülnek. Ezek a hirtelen váltások, reménységből kétségbeesésbe, majd újra reménységbe, fokozzák a tragédia érzetét, a halálos kimenetelű vég közeledtét.
Shakespeare a főszereplők egyes tetteinek érthetőbbé tételéhez mellékcselekményeket használ. Ilyen például a mű elején Rómeó az őt folyton visszautasító Rosaline iránt érzett szerelme is. Rómeó Rosaline-ba való belebolondulása éles ellentétben áll a Júlia iránt érzett szerelmével, ezzel bizonyítva annak komolyságát, igazolva gyors házasságukat a nézők szemében. Páris Júlia iránt érzett szerelme ugyancsak Júlia Rómeó iránti érzelmeit hivatott erősíteni: az, ahogyan Júlia beszél Párishoz, és ahogy róla mesél a dajkájának, mutatja, hogy valójában Rómeót szereti. Emellett a családviszály mellékcselekménye átfogja az egész művet, megteremtve a tragikus légkört a végkifejlethez.

### Nyelvezet
Shakespeare többféle költői eszközzel él a műben. Az előszó 14 soros szonett, melyet egy kórus ad elő. A mű nagy része azonban jambikus pentameterben íródott szabadvers, Shakespeare többi művéhez képest kevés ritmusváltakozással. Minden szereplőnek sajátos versformát tulajdonít, Lőrinc barát például a prédikáció és sententiae formájában szólal meg, a dajka pedig sajátos, köznyelvi szabadversben. A szereplők versformái az adott helyzettel együtt is változnak, Rómeó például petrarcai (vagy más néven klasszikus) szonettben beszél Rosaline-ról. A petrarcai szonettet gyakran használták az elérhetetlen, távolról imádott nő szépségének dicséretére. Ugyanebben a szonettformában beszél Capuletné is, amikor Párist dicsérgeti Júliának. Amikor Rómeó és Júlia találkoztak, a versforma az archaikus petrarcairól az akkoriban inkább elfogadott szonettformára vált, szentek és zarándokok metaforáit használva. Amikor az erkélyen Rómeó megpróbálja szonettformában kifejezni érzelmeit, Júlia megtöri azt („Szeretsz-e?” II. felv, 2.) Ezzel a költői túlzások helyett inkább az igazságot kutatja kedvese szavaiban. Júlia gyakran egyszótagú szavakat használ, amikor Rómeóval beszél, de körülményes, formális nyelvet, amikor Párisszal. Más versformák is találhatók, például Júlia használ epithalamiumot, Mercutio rapszódiát, Páris pedig elégiát is. Prózában leginkább a köznép beszél, bár néha Mercutio is használja. Fontos szerepet játszik a humor, Molly Mahood szerint legalább 175 szójáték található a műben. Ezek egy része szexuális tartalmú, főként Mercutio és a dajka szövegeiben.

### Pszichoanalitikus megközelítés
Az első pszichoanalitikus elemzések szerint a Rómeó és Júlia problematikája Rómeó lobbanékonyságában rejlik, mely nem megfelelően kontrollált, rejtett agresszióból fakad, ez vezet Mercutio halálához és a kettős öngyilkossághoz is. A Rómeó és Júliáról nem mondható el, hogy túlságosan mély vagy összetett pszichológiai problémákat vetne fel, a korai elemzések pedig betegséggel magyarázzák Rómeó sorsát. Norman Holland 1966-ban úgy vélte, hogy Rómeó álma (V. felv, 1., 1-11 sor) egy valós vágy, amely felnőtt létének fantáziáját elégíti ki, bár elismeri, hogy egy drámai szereplő nem valós személy, valós mentális folyamatokkal, melyeket el lehetne választani az íróétól. Mások, mint Julia Kristeva, a két család közötti viszályt vizsgálták, és úgy érvelnek, hogy a kölcsönös gyűlölködés miatt esett Rómeó és Júlia egymással szenvedélyes szerelembe. Ez az általuk használt kifejezésekben is megnyilvánul; Júlia például így szól, mikor megtudja, ki is Rómeó: „Ó, gyűlölet, te anyja szerelemnek” (I. felv, V. 132), és gyakran fejezi ki szenvedélyét Rómeó halálát elképzelve. Mindezek alapján az író lelki vívódásait is sejteni lehet; a szakértők szerint valószínűleg fia, Hamnet halála miatt érzett fájdalma is tükröződik a műben.

### Feminista megközelítés
Feminista kritikusok szerint a családi viszályért Verona patriarchális társadalma okolható. Coppélina Kahn szerint például az a szigorú, férfiasnak tartott erőszak-kultúra, amit Rómeóra kényszerítenek, vezet végül a tragédiához. Mikor Tybalt megöli Mercutiót, Rómeó erőszakossá válik, és „elpuhulása” miatt Júliát okolja: „Szépséged engem nővé lágyitott. / Most megpuhult bátorságom acélja” (III. felv, 1.) A fiúk azáltal válnak férfivá, hogy erőszakos cselekményekben vesznek részt, megbosszulják a családjuk hírnevén esett csorbát. Júlia is aláveti magát a szexista nemi szerepek nőktől elvárt viselkedési normáinak: hagyja, hogy férfiak (például Lőrinc barát) oldják meg a problémáit. Dympna Callaghan szerint a mű olyan korban íródott, amikor a feudalizmus már hanyatlóban volt, és a terjedő puritán eszmék hatására egyre kevesebbet foglalkoztak a női szexualitás ördögi voltával, és sokkal inkább elfogadott lett a szerelemből kötött házasság. Így, amikor Júlia ellenkezik apjával a Párisszal kötendő házassága miatt, tulajdonképpen a patriarchális társadalommal száll szembe, amit korábban lehetetlen lett volna színpadra vinni. Számos kritikus alapjaiban kérdőjelezi meg az egyszerű történet romantikus aspektusának hitelességét: egy 13 éves és 17 éves korú kamasz három napig tartó kapcsolata, ami végül hat halálos áldozatot követelt.

### A homoszexualitás kérdése
Egyes tanulmányok szerint Mercutio és Rómeó szexuális hovatartozása megkérdőjelezhető, barátságukban szexualitásra vonatkozó elemek találhatóak. Mercutio például említést tesz barátja falloszáról, mely homoeroticizmusra is utalhat.  Ennek egy példája: „A kedvese ölébe és az állna, / Míg nem puhítja meg csínján a lány. / ... Kedvese nevében / Idézem őt, hogy végre erre álljon.” (II. felv, 1.) Ugyanerre utalhat Rómeó és Rosaline kapcsolata is akár, hiszen Rosaline elérhetetlen, távoli, így nem is lehet reménye házasságra és gyermeknemzésre vele. Benvolio szerint jobb lenne valaki olyannal helyettesíteni, aki képes a reprodukcióra. Shakespeare szonettjeinek egy részében beszél egy Rómeóhoz hasonló fiatalemberről, akinek szintén gondjai vannak az utódnemzéssel, és feltehetően homoszexuális. Kritikusok szerint elképzelhető, hogy Rosaline alakján keresztül próbálta meg felvetni a homoszexualitás kérdését, mely akkoriban tabu téma volt. Ennek fényében elképzelhető, hogy Júlia azon gondolkodik, vajon van-e különbség egy nő és egy férfi szépsége között, amikor a következőket mondja: „Mi is a név? Mit rózsának [Rosaline] hivunk mi, / Bárhogy nevezzük, éppoly illatos.” (II. felv 2.)

## Színházi előadások

### Shakespeare idejében

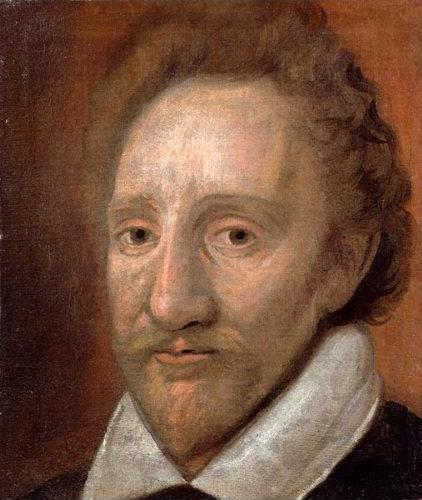
Richard Burbage, valószínűleg az első színész, aki Rómeót alakította

A Rómeó és Júlia a Hamlettel együtt Shakespeare legtöbbet játszott darabja. Sokféle adaptációja révén az egyik leghíresebb és legmaradandóbb történetek egyike. Már Shakespeare életében is rendkívül népszerű volt. Gary Taylor kutatásai szerint a hatodik legkedveltebb Shakespeare-darab volt a Christopher Marlowe  és Thomas Kyd halála utáni, és Ben Jonson előtti időszakban, amikor Shakespeare London vezető drámaírója volt. Az első előadás dátuma ismeretlen. Az 1597-es első kvartó (Q1) szerint gyakran játszották és mindig nagy taps fogadta; ez alapján valószínűleg korábban is játszották már. Szinte biztos, hogy a Lord Chamberlain's Men társulata játszotta először, mely szoros kapcsolatban volt Shakespeare-rel. Richard Burbage lehetett az első Rómeó (mivel ő volt a társulat vezető színésze), és Robert Goffe mester pedig az első Júlia (Shakespeare idejében férfiak játszották a női szerepeket is). Az első előadást valószínűleg a The Theatre színházban vitték színpadra. A Rómeó és Júlia volt az első Shakespeare-darab, melyet Anglián kívül is játszani kezdtek, 1604-ben Nördlingen-ben (ma Németország) vittek színpadra egy egyszerűsített, lerövidített változatot.

### A restauráció kora és a 18. századi színház

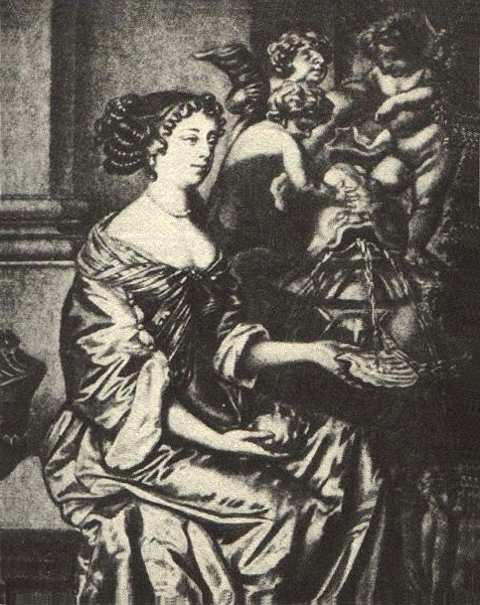
Mary Saunderson, valószínűleg az első hivatásos színésznő, aki Júliát játszotta

1642. szeptember 6-án a puritán kormány minden színházat bezáratott. 1660-ban, amikor a monarchiát visszaállították, két királyi színtársulat alakult, a King's Company és a Duke's Company, melyek között felosztották a repertoárt.
1662-ben a Duke's Companytól Sir William Davenant vitte színpadra a művet, melyben Henry Harris alakította Rómeót, Thomas Betterton Mercutiót, Betterton felesége, Mary Saunderson pedig Júliát. Valószínűleg ő volt az első hivatásos színésznő, aki Júliát alakította. Egy másik adaptáció, mely Davenantén alapult, szintén szerepelt a Duke's Company műsorán. James Howard tragikomédiában vitte színre, a két szerelmes a végén megmenekült.
Thomas Otway The History and Fall of Caius Marius címmel az egyik legszélsőségesebb Shakespeare-adaptációt vitte színpadra 1680-ban. A helyszín az ókori Róma, Rómeó neve Marius, Júliáé Lavinia; a viszály a patriciusok és a plebeiusok közt zajlik, Júlia/Lavínia pedig felébred, mielőtt Rómeó/Marius meghalna. A darab sikeres volt, és a következő hetven évben gyakran játszották. Az utolsó jelenet újítása maradandónak bizonyult. A következő 200 évben többen is alkalmazták, 1744-ben Theophilus Cibber, 1748-ban David Garrick is hasonlóan vitte színre. Ezek a változatok gyakran kihagytak olyan elemeket, melyeket nem tartottak megfelelőnek. Garrick verziójában például a Rosaline-t leíró szavak Júliára vonatkoznak, hogy a „szerelem első látásra” koncepcióját kiküszöbölhessék.
Az első észak-amerikai bemutató egy amatőr társulaté volt. 1730. március 23-án egy Joachimus Bertrand nevű orvos tett közzé hirdetést a New York-i Gazette újságban, melyben azt az előadást hirdeti, amiben ő játszotta a patikárius szerepét. Az első komoly előadást a Hallam Company társulata mutatta be.

### A 19. században
David Garrick változata nagyon népszerű volt, csaknem egy teljes évszázadon át játszották. Shakespeare eredetijét 1845-ben vitték színpadra az Amerikai Egyesült Államokban, Susan és Charlotte Cushman főszereplésével. 1847-ben Nagy-Britanniában a Sadker's Wells Theatre társulata mutatta be az eredeti történetet Samuel Phelpsszel a főszerepben. Cushmanék ragaszkodtak az eredeti változathoz, és azt nyolcvannégyszer adták elő. Charlotte Rómeó-alakítását sokan zseniálisnak tartották. A The Times szerint Rómeó alakja sokáig konvencionális volt, de Charlotte Cushman Rómeója „ötletes, élő, lélegző, mozgó, energikus emberi lény”. Cushman sikere megtörte a Garrick-tradíciót, és elősegítette, hogy a későbbi előadások folyamán már az eredeti darabot játsszák.
A 19. századi Rómeó és Júlia-előadásoknak két fontos jellegzetessége volt. Az egyik, hogy a főszerepek általában „sztárcsinálók” voltak, azaz elindították a fiatal színészek magasra ívelő karrierjét. Ennek érdekében a főszereplőkre koncentráltak a rendezés során, a mellékszereplők szinte jelentéktelenek lettek. Másrészt, a színpadi díszlet látványos volt, hatalmas és részletesen kidolgozott (így díszletváltáskor hosszú szüneteket kellett tartani); valamint gyakran alkalmazták az úgynevezett élőképeket (tableaux vivant). Ennek a stílusnak egyik legjobb példája Henry Irving 1882-es londoni, Lyceum Theatre-beli produkciója, ahol ő játszotta Rómeót, Ellen Terry pedig Júliát. 1895-ben Sir Johnston Forbes-Robertson vette át a színházat Irvingtől, az ő Shakespeare-darabja már természetesebb, letisztultabb, megteremtve a ma is népszerű előadásmód alapját. Forbes-Robertson Irving túldíszítettségével ellentétben egy józanabb, megfontoltabb Rómeót ábrázol, a költői dialógusokat realista prózává finomítja és kerüli a melodramatikus körülményességet.
Az amerikai színészek hamarosan versenyre keltek brit társaikkal. Edwin Booth és Mary McVicker főszereplésével 1869. február 3-án, a New York-i Booth Theatre színpadán (európai stílusú színpadi berendezéssel, akkoriban egyedülálló léghűtéses rendszerrel) adták elő a Rómeó és Júliát. Egyesek szerint ez volt a leggondosabban kidolgozott előadás Amerika-szerte, de mindenképp ez volt a legnépszerűbb; hat hétig játszották, és több mint 60 000 dollár bevételt hozott. A programfüzet szerint az előadás hűen igazodik Shakespeare eredetijéhez.
Európán és Amerikán kívül Japánban is játszották a darabot, valószínűleg George Crichton Miln társulata, mely az 1890-es években Jokohamában lépett fel. A 19. században a Rómeó és Júlia volt Shakespeare legnépszerűbb darabja, az előadások számát tekintve. A 20. században a második helyre szorult a Hamlet mögött.

### A 20. században

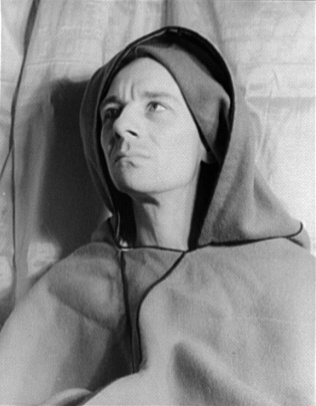
John Gielgud, híres 20. századi színész, aki Rómeót, Lőrinc barátot és Mercutiót is alakította színpadon

John Gielgud és Laurence Olivier főszereplésével 1935-ben a New Theatre állította színpadra a darabot; Peggy Aschcroft játszotta Júliát, Gielgud és Olivier pedig felváltva Rómeót és Mercutiót. Gielgud a szövegkönyvet a Q1 és Q2 alapján állította össze, a díszleteket és a kosztümöket az Erzsébet-korhoz próbálta igazítani. Törekvései sikert hoztak, produkciója pedig hatással volt a későbbi felállásokra is, a történelmileg hűebb színpadképpel. Olivier később összehasonlította Gielgud és jómaga játékát: „John: spirituális, spiritualizmus, szépség, elvontság; jómagam: földközelség, vér, emberség… Mindig úgy éreztem, hogy Johnból hiányzott [Rómeó] szerelmes énje, így rám maradt ez az út… De bárhogyan is volt, mikor én játszottam Rómeót, fáklyát tartottam magam előtt, próbáltam realizmust vinni Shakespeare-be.”
Peter Brook 1947-es változata új stílust vezetett be a Rómeó és Júlia színpadi megjelenítésében. Brookot kevésbé izgatta a realizmus, inkább törkedett arra, hogy a művet a modern kor követelményeihez, a modern világhoz igazítsa. Kihagyta például a két család megbékélésének jelenetét is.
A 20. században a mozgókép által is befolyásolt nézők egyre kevésbé voltak hajlandóak elfogadni a szerepénél jóval idősebb színész játékát. A fiatalabb színészek felvonultatására példa Franco Zeffirelli 1960-as színpadi előadása, melyben John Stride és Judi Dench játszotta a főszerepet, amely az 1968-as filmje alapjául is szolgált. Zeffirelli átvette Brook néhány ötletét, és az eredeti szöveg csaknem harmadát kihagyta, hogy érthetőbb legyen. A The Timesnak adott egyik interjújában megjegyezte, hogy a darab „kettős témája, a szerelem és a két generáció közötti teljes képtelenség egymás megértésére” nagyon is időszerű problémák.
A huszadik század végi előadások gyakran modern környezetbe helyezik a művet; 1986-ban a Royal Shakespeare Company darabja a modern Veronában játszódott. A kardokat bicskák, a bálokat drogos rockpartik helyettesítették, Rómeó pedig injekcióstűvel vetett véget az életének. 1997-ben a Folger Shakespeare Theatre színtársulata egy tipikus kertvárosi helyszínre helyezte a darab cselekményét. Rómeó Capuleték grillpartijára szökik be, Júlia pedig a középiskolai óráján szembesül Tybalt halálával.
A Rómeó és Júliát történelmi konfliktusokra is átültették, például az izraeli–palesztin konfliktus idejére, vagy a dél-afrikai apartheid korára. Peter Ustinov 1956-os komédiája, a Romanoff and Juliet egy kitalált közép-európai országban játszódik a hidegháború alatt. Egy viktoriánus kort gúnyoló verzióban Rómeó, Júlia, Mercutio és Páris feltámadnak, és Benvolio bevallja, hogy ő valójában Páris szerelme, Benvolia. Ez az utolsó felvonás szerepel az 1980-as, The Life and Adventures of Nicholas Nickleby című színházi darabban. Joe Calarco Shakespeare's R&J című darabja pedig meleg tinikről szól.

### Magyarországon

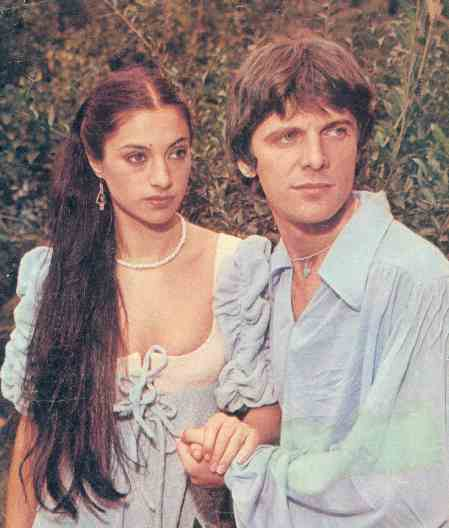
Papadimitriu Athina és Pelsőczy László a Népszínházban 1978-tól bemutatott darabban

Első magyarországi színpadi bemutatója 1793 márciusában, Budán volt, ahol polgári szomorújáték formájában adták elő, némileg módosítottak a végkifejleten, hogy fokozzák a drámai hatást, így Rómeó és Júlia haláluk előtt még beszélhet egymással, a két család kibékülését pedig teljesen kihagyták, „mivel a két egymást szerető személyeknek halálokkal a nézésre való kedv is megszűnik”. Az előadás Kun-Szabó Sándor fordítását használta, amely németből, Christian Weisse átdolgozása alapján készült.
1831-ben az Akadémia felvette a fordításra javasolt művek listájára. A következő években Petrichevich Horváth Lázár és Náray Antal fordítottak belőle részleteket; az első teljes fordítás, Náray munkája, 1839-ben jelent meg. A pesti Nemzeti Színház 1844-es bemutatóján Gondol Dániel fordítását használták. A műből részleteket fordított Petőfi Sándor, Arany János, Vörösmarty Mihály és Győry Vilmos. A következő teljes fordítás Szász Károly műve, 1871-től a Nemzeti Színház is erre tért át. A darab 20. századi fordítói Kosztolányi Dezső (1930) és Mészöly Dezső (1953) voltak. Századunkban Nádasdy Ádám (2003) és Varró Dániel (2006) is lefordította.
Azóta számos feldolgozása született, musical formában játsszák az Operettszínházban, az Új Színházban pedig rendhagyó módon, jelnyelven mutatták be a darabot, melyben Rómeó és családja siket, míg Júlia és családja nem.

## A művészetekben

### Zene
A Rómeó és Júlia a zenei világra is nagy hatást gyakorolt. Legalább 24 opera íródott rá, a legkorábbi 1776-ból Georg Anton Benda Romeo und Julie című műve, mely a cselekmény egy részét elhagyja, és boldog véggel zárul. A legismertebb Charles Gounod 1867-ben írt Roméo et Juliette című operája, amelynek librettóját Jules Barbier és Michel Carré írta. A mű rendkívül pozitív kritikákat kapott és ma is gyakran színpadra viszik. Vincenzo Bellini I Capuleti e i Montecchi című operáját is játsszák még, bár korábban több kritika is érte, amiért nagyban eltér Shakespeare művétől. Mindazonáltal Bellini és a librettó szerzője, Felice Romani olasz forrásokból dolgozott, és nem kifejezetten Shakespeare műve alapján.
Hector Berlioz Roméo et Juliette című szimfóniáját 1839-ben mutatták be. Csajkovszkij Rómeó és Júlia című zenekari fantáziája igen ismert, az azonos című balett zenéje is egyben.  Csajkovszkij ugyanazt a zenei témát alkalmazta a bál- és az erkélyjelenetben, Júlia hálószobájában és a kriptában is, ezt az elrendezést később többen is követték; Nino Rota az 1968-as film zenéjében alkalmazta, és ez jelenik meg Des'ree Kissing You című dalában is az 1996-os filmben. Más zeneszerzőket is megihletett a darab: Johan Svendsen 1876-ban írta Romeo og Julie című művét, Frederick Delius és Wilhelm Stenhammar is komponált ebben a témában.
A legismertebb balettverziót Szergej Szergejevics Prokofjev írta eredetileg a Marriinszkij Balettegyüttes részére; mivel azonban megváltoztatta a darab végét, a verziót elutasították – majd újra elutasították a kísérletező zenei világa miatt. Később egyre népszerűbb lett, többek között 1962-ben John Cranko, 1965-ben pedig Kenneth MacMillan is készített hozzá koreográfiát.
A színmű a dzsesszzenészeket is megihlette, például Peggy Lee 1956-os Fever című dalát. Duke Ellington Such Sweet Thunder című művében található egy The Star-Crossed Lovers című rész, melyben Rómeót és Júliát egy tenor és egy altó szaxofon képviseli; kritikusok megjegyzése szerint a műben a Júliát megszemélyesítő szaxofon dominál. A darab a popzenére is hatással van, merített belőle a The Supremes, Bruce Springsteen, Tom Waits és Lou Reed is. A leghíresebb dal Dire Straits Romeo and Juliet című felvétele. Kálloy Molnár Péter A nő után című első lemezén jelent meg Erkély-jelenet című száma melynek címe és szövege is utalásokat tesz a drámára.
A leghíresebb musicaladaptáció a West Side Story, melynek zenéjét Leonard Bernstein, szövegét Stephen Sondheim írta. A darab 1957-ben debütált a Broadway-n, 1958-ban pedig a West Enden, majd 1961-ben népszerű filmváltozata is elkészült. A történet ezúttal New York-ban játszódik, a viszály pedig két utcai banda között folyik. Más musical-feldolgozások is születtek, például Terrence Mann és Jerome Korman 1999-es William Shakespeare's Romeo and Juliet című rockmusical, Gérard Persgurvic 2001-es, Roméo et Juliette, de la Haine à l'Amour című műve és Riccardo Cocciante 2007-es Giulietta & Romeo-ja.

### Irodalom és képzőművészet

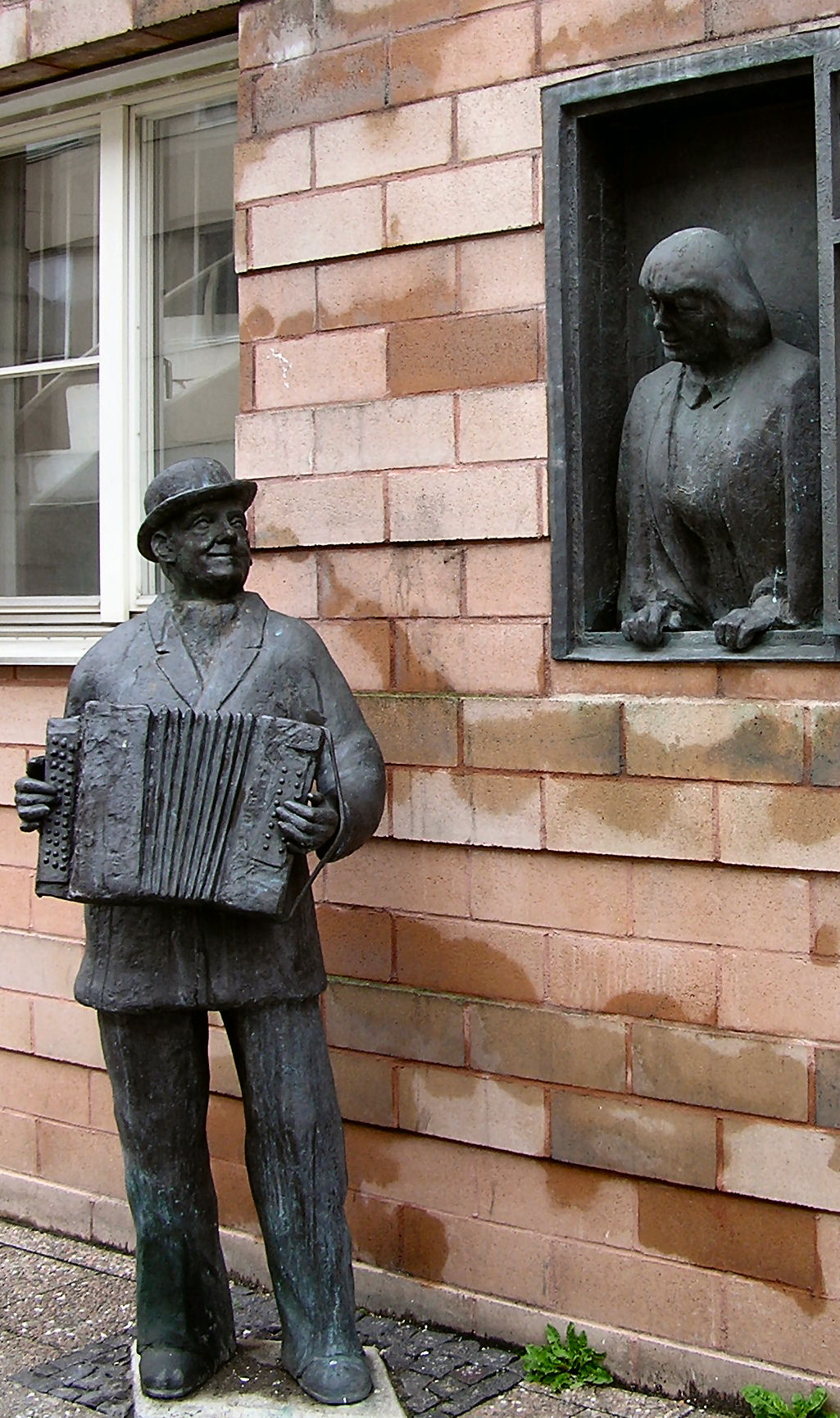
Axel Olsson: Romeo og Julie, Kristianstad, Svédország

## Valóság

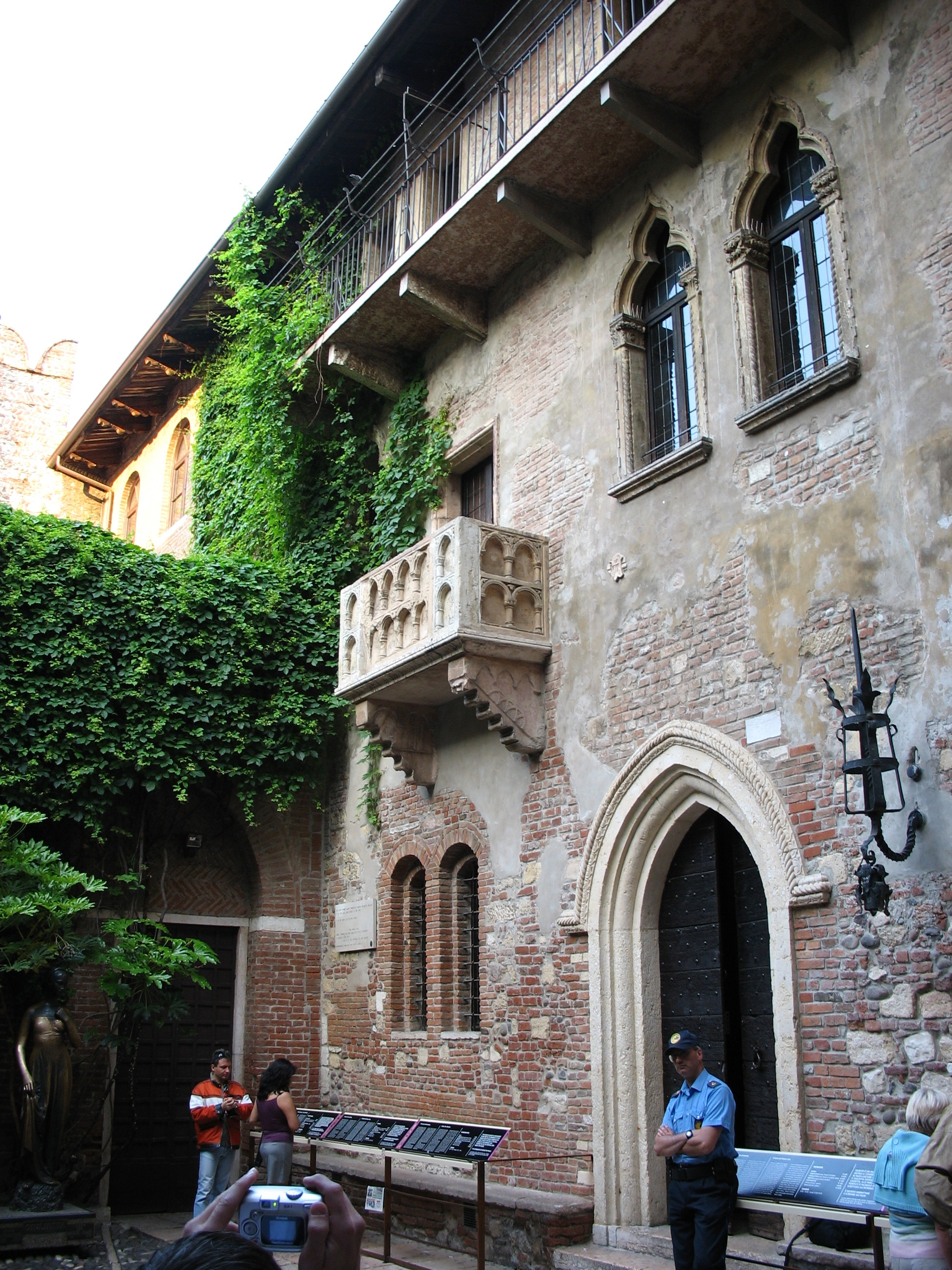
„Júlia erkélye” Veronában